# Chris Killip
Chris Killip est un photographe britannique né le 11 juillet 1946 à Douglas (île de Man), et mort le 13 octobre 2020 aux États-Unis.
Chroniqueur de la désindustrialisation du nord-est de l’Angleterre entre 1973 et 1985 et au-delà, il est considéré comme un photographe humaniste et documentaire majeur de la scène britannique.

## Biographie
Chris Killip quitte l’école à l’âge de seize ans et rejoint le seul hôtel quatre étoiles de l’île de Man comme stagiaire à la direction de l’établissement.
Il découvre par hasard dans Paris Match la photo d’un enfant rue Mouffetard d’Henri Cartier-Bresson. La révélation de cette image le décide à devenir photographe. En juin 1964, il trouve un emploi à Port Erin pour faire des portraits des touristes sur la plage dans l’espoir de gagner suffisamment d’argent pour quitter l’île de Man.  
En octobre 1964, après s’être présenté chez des dizaines de photographes à Londres, il est embauché comme troisième assistant du photographe publicitaire Adrian Flowers, puis il travaillera comme assistant indépendant de 1966 à 1969. 
En 1969, après avoir vu sa première exposition de photographie au Museum of Modern Art de New York, il décide de retourner photographier sur l’île de Man. Il travaille dans le pub de son père la nuit, et retourne à Londres occasionnellement pour développer ses films et effectuer les tirages de ses images.
À l’origine, Chris Killip photographie à l’aide d’un appareil 35 mm, mais après avoir montré son travail à Bill Jay, l’éditeur de la revue Creative Camera (en) qui publie un numéro entier consacré à son travail en cours, et sur ses conseils, il utilise depuis une chambre photographique de grand format.
En 1971, le galeriste new-yorkais Lee Witkin lui commande un portfolio  de douze images en édition limitée à vingt-cinq exemplaires, réalisées sur l’île de Man en le payant d’avance.
Killip est, en 1976, membre fondateur, conservateur et conseiller de la Side Gallery de Newcastle-upon-Tyne qu’il dirige de 1977 à 1999. Il s’immerge pendant vingt ans dans des communautés du nord est d’une l’Angleterre en pleine désindustrialisation : Huddersfield,  Lynemouth, Skinningrove.
Considéré comme « le chroniqueur des années Thatcher », il obtient une reconnaissance internationale avec son livre In Flagrante, publié en 1988, pour lequel il reçoit le prix Henri Cartier-Bresson. 
En 1991, Chris Killip est invité à enseigner à l’université Harvard dont il devient directeur du département des études visuelles et environnementales en 1994. Il prend sa retraite de Harvard en décembre 2017 et continue de vivre aux États-Unis. Ses archives sont conservées par la Martin Parr Foundation à Bristol.
Chris Killip meurt des suites d’un cancer du poumon aux États-Unis le 13 octobre 2020, à l’âge de 74 ans,.

## Prix et distinctions
- 1989 : prix Henri Cartier-Bresson pour In Flagrante[10].
- 2020 : prix Erich-Salomon de la Société allemande de photographie (DGPh)[11].

## Publications
- The Isle of Man, New York : Witkin Gallery, 1973. Portfolio.
- Chris Killip Photographs 1975–1976 in the North East,  Creative Camera, mai 1977.
- Isle of Man: A Book about the Manx, Londres : Arts Council of Great Britain, 1980. (distribué par Zwemmer)  (ISBN 0-7287-0187-1) (hardback);  (ISBN 0-7287-0186-3) (paperback). Sous le nom de Christopher Killip.
- In Flagrante, Londres : Secker & Warburg, 1988.  (ISBN 0-436-23358-4) (hardback);  (ISBN 0-436-23356-8) (paperback). Texte de John Berger et Sylvia Grant.
  - Vague à l’âme, Paris : Nathan, 1988.
- Chris Killip 55, Londres : Phaidon, 2001.  (ISBN 0-7148-4028-9)
- Pirelli Work, Göttingen : Steidl Verlag, 2007.  (ISBN 3-86521-317-0)[12].
- Chris Killip: In Flagrante.
  - Books on Books 4, New York : Errata Editions, 2009.  (ISBN 978-1-935004-06-6).
  - Books on Books 4, New York : Errata Editions, 2014.  (ISBN 978-1-935004-39-4).
- Here Comes Everybody: Chris Killip's Irish Photographs, Londres : Thames & Hudson, 2009.  (ISBN 978-0-500-54365-8).
- Seacoal, Göttingen : Steidl, 2011.  (ISBN 3-86930-256-9)[13].
- Arbeit / Work, Essen : Museum Folkwang ; Göttingen : Steidl Verlag, 2012.  (ISBN 978-3-86930-457-1)[14].
- Isle of Man Revisited, Göttingen : Steidl Verlag, 2015.  (ISBN 978-3-86930-959-0)[15]
- In Flagrante Two, Göttingen : Steidl Verlag, 2016.  (ISBN 978-3-86930-960-6)[16]
- Askam-in-Furness 1982, Southport : Café Royal Books, 2017.
- Isle of Man TT Races 1971, Southport : Café Royal Books, 2018[17] (ISBN 9781999668709). 32-page tabloid newsprint publication.
- The Last Ships, Londres : Ponybox.  (ISBN 9781999668716). 28-page tabloid newsprint publication.
- Portraits, Londres : Ponybox.  (ISBN 9781999668723). 32-page tabloid newsprint publication.
- Skinningrove, Londres : Ponybox.  (ISBN 9781999668730). 32-page tabloid newsprint publication.
- Huddersfield 1974, Southport : Café Royal Books, 2019[18].
- The Seaside 1975–1981, Southport : Café Royal Books, 2020[19].
- The Station, Göttingen : Steidl Verlag, 2020.  (ISBN 978-3-95829-616-9)[20].
- Shipbuilding On Tyneside, 1975-1976, Southport : Cafe Royal Books, 2020.
- (en) Chris Killip 1946-2020, Londres, Thames and Hudson Ltd, 2022, 256 p. (ISBN 978-0500025581)

## Expositions
Liste non exhaustive
- 1984 : Seacoal, Side Gallery, (Newcastle) [21].
- 1985 : Another Country, avec Graham Smith,  Serpentine Gallery (Londres)[21].
- 1986 : Art Institute of Chicago[21].
- 1988 : In Flagrante, Victoria and Albert Museum (Londres)[21].
- 1990 : Working at Pirelli, Victoria and Albert Museum (Londres)[21].
- 1991 : Chris Killip Retrospective, palais de Tokyo (Paris)[21].
- 1996 : The Last Art Show, Jarrow Bede Gallery (Jarrow), photographies de Jarrow[21].
- 1997 : Chris Killip Photographs 1971–96, Manx Museum, Douglas[21].
- 2000 : Chris Killip: Sixty Photographs, Old Post Office (Berlin)[21].
- 2004 : Chris Killip, In Flagrante, Rencontres internationales de la photographie, Arles, France[22]
- 2008 : Three from Britain. avec Graham Smith et Martin Parr. Rose Gallery, Santa Monica[23].
- 2011 : Seacoal, Centre d’Art et de Recherche GwinZegal, Guingamp[24]
- 2012 : Arbeit/Work, rétrospective, Museum Folkwang, Essen, Allemagne.
- 2017 : Now then: Chris Killip and the making of In Flagrante, J. Paul Getty Museum (Los Angeles).
- 2020 : The Last Ships, Laing Gallery, Newcastle Upon Tyne.
- 2020 : The Station, The Martin Parr Foundation, Bristol.
- 2022 : Chris Killip, retrospective, The Photographers’ Gallery, Londres, du 7 octobre 2022 au 19 février 2023[25],[26].
- 2022 : 20/20: Chris Killip / Graham Smith, Augusta Edwards Fine Art, Londres, du 11 octobre au 6 novembre 2022[27],[28].
- 2023 :  « Chris Killip: An Anthology », Magnum Photos Gallery, Paris, du 24 février au 6 mai 2023

## Collections
L’œuvre de Cris Killip figure dans d’importantes collections publiques et privées dont le MoMA, New York, la George Eastman House, le J. Paul Getty Museum de Los Angeles, le Musée Folkwang à Essen, le Stedelijk Museum Amsterdam, la Tate Gallery à Londres et le Victoria and Albert Museum à Londres.

### Portfolio
- Chris Killip, (1946-2020), Arts Council Collection, Londres.

### Vidéogramme
- (en-US) Chris Killip: Skinningrove , film de Michael Almereyda, 14 min, 2012 (prix du jury du court métrage au festival du film de Sundance).

### Podcast
- Caroline Broué, « Grand entretien avec Chris Killip », 21 min, France Culture, 10 mai 2012.